# Алексејовка
Алексејовка (пољ. Aleksiejówka) је село у Пољској које се налази у војводству Подласком у повјату Сејнењском у општини Гиби.
Од 1975. до 1998. године ово насеље се налазило у Сувалском војводству.